# 北海道新聞
《北海道新聞》（日语：／ Hokkaidō Shinbun），暱稱「道新」，是由北海道新聞社（位于日本札幌市中央區）在北海道地方發行的日報。北海道新聞是日本發行量最大的幾家地方報紙之一，和《中日新聞》及《西日本新聞》共同構成了地區新聞3社聯盟。
北海道新聞的前身是創刊於1887年的北海新聞。1942年，包括北海時報、小樽新聞、新函館、室蘭日報、旭川新聞、旭川時報、北見新聞、十勝每日新聞、網走新報、釧路新聞、根室新聞在內的11家報紙合併成為北海道新聞。除了報紙本業之外，北海道新聞亦參股北海道放送（HBC）、北海道文化放送（UHB）、TV北海道（TVh）、FM北海道等電視台和廣播電台，在北海道的大眾傳媒界有重要地位。

## 外部連結
- 道新電子版（北海道新聞） （页面存档备份，存于）
- 北海道新聞的X（前Twitter）